# 流山新聞社
株式会社流山新聞社（ながれやましんぶんしゃ）は、新聞の発行と書籍を刊行している日本の新聞社。

## 沿革
- 1990年（平成2年）- 創設。

## 主な出版物
新聞
- 週間新聞『ながれやま朝日』-- 1991年（平成3年）1月 創刊

書籍
- 山本文男『流山電鉄七十八年 - ぬくもりの香る町と人の物語』1994年9月4日 発行。

## 代表者 山本文男
株式会社流山新聞社社長（2003年〈平成15年〉7月2日時点）。

### 略歴
- 1928年（昭和3年）- 現東京都杉並区生まれ。
- 明治大学政治経済科卒業。
- ジャパン・タイムズ入社。
- 1978年（昭和53年）10月4日 - ジャパン・タイムズ編集局次長・スチューデントタイムズ部長を退職。
- 1979年（昭和54年）4月 - 月刊タウン誌『流山わがまち』を創刊。
- 1990年（平成2年）- 株式会社流山新聞社を創設。